# Franco Roberti
Franco Roberti (né le 16 novembre 1947 à Naples) est un magistrat et un homme politique italien, membre du Parti démocrate.

## Biographie
C’est le procureur national anti-mafia et antiterrorisme de 2013 à 2017.